# Хомонтовце
Хомонтовце (пол. Chomontowce) — село в Польщі, у гміні Ґрудек Білостоцького повіту Підляського воєводства.
Населення — 37 осіб (2011).
У 1975-1998 роках село належало до Білостоцького воєводства.

## Демографія
Демографічна структура станом на 31 березня 2011 року:
|          | Загалом | Допрацездатний вік | Працездатний вік | Постпрацездатний вік |
| -------- | ------- | ------------------ | ---------------- | -------------------- |
| Чоловіки | 17      | 0                  | 6                | 11                   |
| Жінки    | 20      | 0                  | 2                | 18                   |
| Разом    | 37      | 0                  | 8                | 29                   |